# Arctic (entreprise)
Pour les articles homonymes, voir Arctic.
Arctic SA est le plus grand producteur roumain d'appareils électroménagers et l'un des plus grands producteurs de réfrigérateurs en Europe. Il est situé à Găești, dans le județ de Dâmbovița. L'entreprise a été rachetée en 2002 par le plus grand fabricant d'appareils électroménagers en Turquie, Arçelik. L'entreprise a une capacité de production de 2,6 millions de réfrigérateurs par an. Ses produits sont également fabriqués en Russie et en Turquie.